# Bérangère McNeese
Bérangère McNeese (* 15. März 1989 in Brüssel, Belgien) ist eine belgisch-US-amerikanische Filmschauspielerin und Regisseurin.

## Leben
Bérangère McNeese ist die Tochter eines US-Amerikaners und einer Belgierin. Sie begann ihre schauspielerische Laufbahn beim Kurzfilm. Ihre ersten kleineren Rollen hatte sie beim Spielfilm Glück auf Umwegen (2010), wo sie Patricia mit 18 Jahren spielt, in der Filmkomödie Eyjafjallajökull – Der unaussprechliche Vulkanfilm (2013) sowie in Der Unbestechliche – Mörderisches Marseille (2014). Außerdem hatte sie eine Synchronrolle in der Zeichentrickserie Percys Drachenbande, wo sie den Titelcharakter sprach. Seit 2021 ist sie außerdem die Synchronstimme von Schlumpfine und Baby Schlumpf in Die Schlümpfe.
Eine Nebenrolle als Daphné Forestier hat sie in der Fernsehserie HIP: Ermittlerin mit Mords-IQ, die seit 2021 auf TF1 läuft.
Seit 2015 ist sie auch als Regisseurin tätig und drehte mehrere Kurzfilme sowie Serienepisoden.

## Filmografie

### Als Schauspielerin
- 2009: Si gentil (Kurzfilm)
- 2010:Little Atomies (Kurzfilm)
- 2010: Glück auf Umwegen (La Chance de ma vie)
- 2012: Tous les garçons aiment ça (Kurzfilm)
- 2013: Eyjafjallajökull – Der unaussprechliche Vulkanfilm (Eyjafjallajökull)
- 2014: Belle comme la femme d’un autre
- 2016: Raw (Grave)
- 2016: Frangines (Fernsehserie)
- 2017–2018: Like-moi! (Fernsehserie)
- 2018: Das Familienfoto (Photo de famille)
- 2019: Noise
- 2019: Skin Walker
- seit 2021: HIP: Ermittlerin mit Mords-IQ (HPI: Haut Potentiel Intellectuel)
- 2022: Ehrliche Leute (Des gens bien, Fernsehserie, 6 Folgen)

### Als Regisseurin
- 2015: Le sommeil des Amazones (Kurzfilm)
- 2017: Die richtige Chemie (Les corps purs) (Kurzfilm)
- 2019: Oma, Mutter, Kind (Matriochkas) (Kurzfilm)
- 2021: Baraki (Fernsehserie, 3 Folgen)

### Als Synchronsprecherin
- 2012: Percys Drachenbande (Percy's Tiger Tales) als Percy in der französischen Version
- seit 2021: Die Schlümpfe (Les Schtroumpfs) als Schlumpfine und Baby Schlumpf in der französischen Version